# Żyronda (departament)
Żyronda (fr. Gironde, wymowaⓘ ʒiˈʀõːd) – francuski departament położony w regionie Nowa Akwitania. Departament został utworzony 4 marca 1790 roku. Departament oznaczony jest liczbą 33. Jego nazwa pochodzi od estuarium Żyrondy. Ośrodkiem administracyjnym (prefekturą) i największym miastem departamentu jest Bordeaux.
Według danych na rok 2009 liczba zamieszkującej departament ludności wynosi 1 421 659 os. (142 os./km²); powierzchnia departamentu to 10 001 km².
W 2023 roku w skład departamentu wchodziło 535 gmin (lista).

## Miejscowości
Największe miejscowości departamentu (w nawiasach liczba ludności w 2021 roku):

- Bordeaux (261 804)
- Mérignac (75 729)
- Pessac (66 760)
- Talence (45 225)
- Villenave-d’Ornon (40 500)
- Saint-Médard-en-Jalles (32 538)
- Bègles (30 813)
- Cenon (26 778)
- La Teste-de-Buch (26 556)
- Gradignan (25 835)
- Libourne (24 557)
- Eysines (24 374)
- Le Bouscat (24 339)
- Lormont (23 291)
- Gujan-Mestras (22 399)
- Bruges (20 215)
- Floirac (17 749)
- Ambarès-et-Lagrave (16 798)
- Cestas (16 789)
- Blanquefort (16 004)
- Saint-André-de-Cubzac (12 854)
- Andernos-les-Bains (12 472)
- Le Haillan (11 572)
- Mios (11 469)
- Arcachon (11 259)
- Biganos (11 095)
- Le Taillan-Médoc (10 727)
- Léognan (10 708)
- Parempuyre (10 142)
- Saint-Loubès (10 005)